# Райненергищадион
Райненергищадион (на немски: Rheinenergiestadion) е футболен стадион в Кьолн, Северен Рейн-Вестфалия, Германия.
Построен е на мястото на 2 предишни Мюнгерсдорфер стадиона. Дом е на местния отбор от Бундеслигата от 1. ФК Кьолн. Стадионът прие 12 мача от Мондиал 2006. Името му идва от контракт, сключен с местния доставчик на мощности РайнЕнерги.

## История
След построяването си, стадионът се наричал Мюнгерсдорфер Щадион. Построяването му позволило на града да разкрие 15 000 работни места. Това позволило на Кьолн не само да стабилизира страната, но и да завоюва престиж и икономически ползи за града. Построяването му струвало 47.4 милионагермански марки.
Със завършването на стадиона градът започнал да става все по-известен в спорта. Много важни футболни срещи са се провеждали на него. Първият международен мач е проведен на 20 ноември 1927 г., когато германския национален отбор завършва 2 – 2 с Холандия. Оттогава Бундестимът изиграва 19 мача на стадиона и губи само един от тях. В първия мач след войната 1. ФК Нюрнберг побеждава с 2 – 1 1. ФК Кайзерслаутерн пред 75 000 зрители.

## Награди
През юли 2004 г. Райненергищадион е награден с бронзов медал за изявени спортни и развлекателни съоръжения от Международния олимпийски комитет.

## Реконструкция
Стадионът е претърпял две реконструкции, първата от 1972 до 1975, а втората от 2002 до 2004.
През 1974, Световното първенство по футбол се провежда във ФРГ и Кьолн искал да домакинства на мачове. Градът е одобрен и скоро започва работа по новия стадион, който да замести остарелия Мюнгерсдорфер Щадион. Градът обаче не успява да събере парите нужни за стадион с желаните размери. Първоначалният план е за арена с 80 000 места, която е планирана да струва 23.5 милиона германски марки. Но сумата растяла и на края за завършването на стадиона били нужни 93.5 милиона. По това време градът можел да осигури само още 6 милиона марки.
След Световното първенство, Кьолн все още искал стадиона да бъде завършен. На 12 ноември 1975, 60 000-на арена арена е открита с мач между 1.ФК Кьолн и Фортуна Кьолн, завършил при резултат 1 – 0.
С новините за завръщането на Световното първенство в Германия, градът реагира и започва реконструкция на стадиона, приключила през 2003 г. За разлика от предишните конфигурации, стадионът няма писта, което позволява на зрителите да бъдат по-близо до терена.

## Външни размери
- Дължина – 220 м
- Ширина – 180 м
- Височина до покрива – 33,25 м
- Площ на покрива – 15 400 кв. м

## Мондиал 2006
Следните мачове са играни на стадиона по време на Мондиал 2006:
| Дата       | Час (CET) | Отбор #   | Рез.              | Отбор #2   | Фаза       | Публика |
| ---------- | --------- | --------- | ----------------- | ---------- | ---------- | ------- |
| 2006-06-11 | 21.00     | Ангола    | 0 – 1             | Португалия | Група Г    | 45 000  |
| 2006-06-17 | 17.00     | Чехия     | 0 – 2             | Гана       | Група Д    | 45 000  |
| 2006-06-20 | 18.00     | Швеция    | 2 – 2             | Англия     | Група Б    | 45 000  |
| 2006-06-23 | 20.00     | Того      | 0 – 2             | Франция    | Група Ж    | 45 000  |
| 2006-06-26 | 21.00     | Швейцария | 0 – 0 (0 – 3 ДУЗ) | Украйна    | 1/16 финал | 45 000  |